# Henryk Piaszczyk

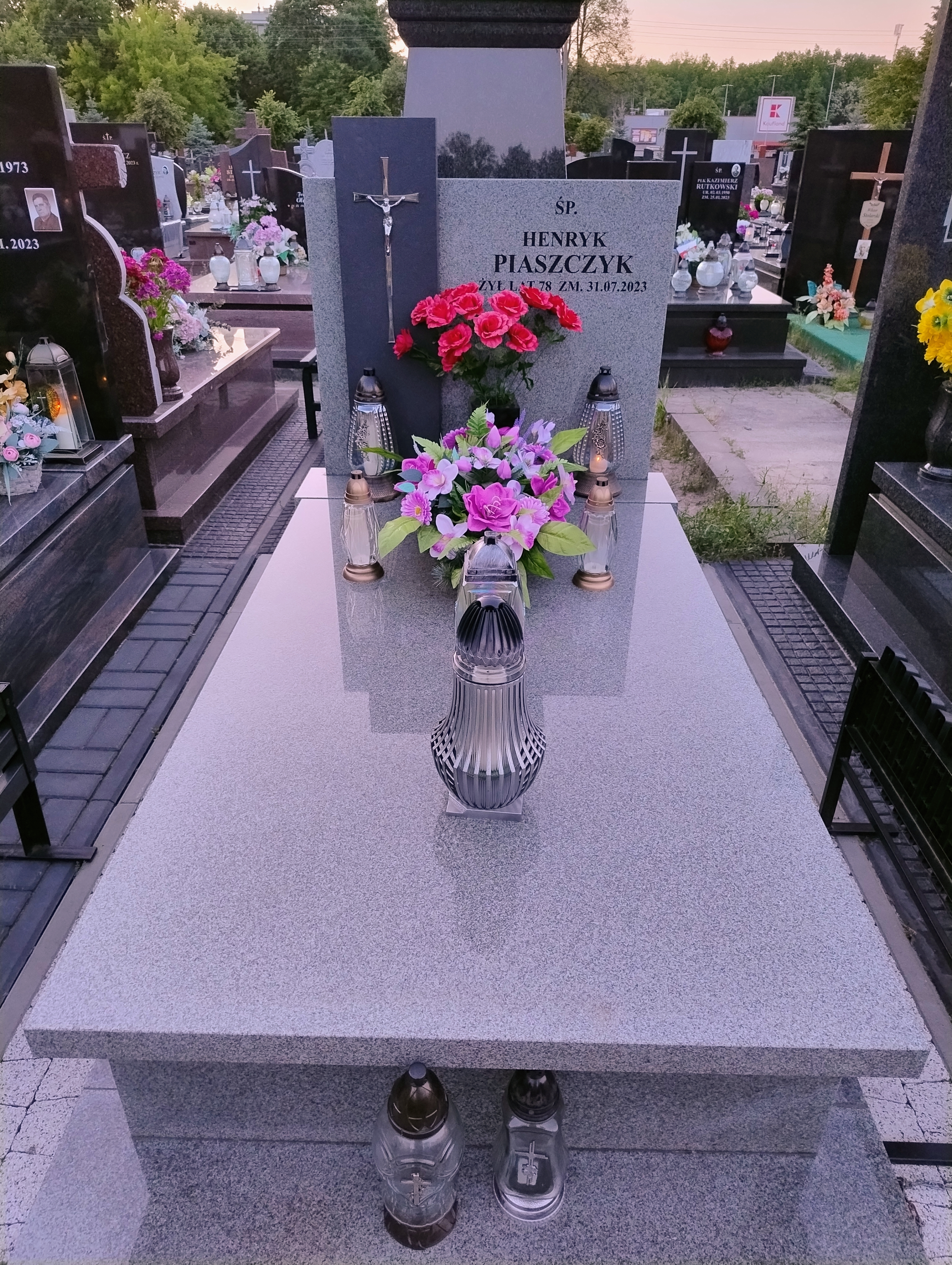
Grób Henryka Piaszczyka

Henryk Piaszczyk (ur. 26 stycznia 1945 w Łątczynie, zm. 31 lipca 2023 w Warszawie) – polski dyplomata, chargé d’affaires w Libanie (1995–1997) i Jemenie (2006–2008).

## Życiorys
Był synem Władysława i Janiny. Ukończył studia na Moskiewskim Państwowym Instytucie Stosunków Międzynarodowych. Od 1970 w Ministerstwie Spraw Zagranicznych. Pracował w Sztabie Polskiej Jednostki w Doraźnych Służbach Zbrojnych ONZ na Bliskim Wschodzie (1973) oraz na placówkach w Benghazi, Królewcu (p.o. konsula generalnego od 11 października 1994 do 28 stycznia 1995) i, jako chargé d’affaires, w ambasadach Bejrucie (1995–1997) oraz Sanie (2006–2008).
Pochowany na Cmentarzu w Marysinie Wawerskim.